# CASA C-212
CASA C-212 Aviocar je dvomotorno večnamensko transportno letalo za kratke vzlete in pristanke STOL zgrajeno v tovarni Construcciones Aeronáuticas SA v Španiji. Letalo je namenjeno tako za civilno, kot za vojaško uporabo. Letalo licenčno proizvaja tudi tovarna IPTN v Indoneziji.

## Razvoj
Okoli leta 1960 je Špansko vojno letalstvo še vedno uporabljalo zastarela letala Junkers Ju 52 in Douglas C-47. Zato je CASA razvila C-212, kot modernejšega naslednika obeh. Prvi prototip letala je vzletel 26. marca 1971. Leta 1974 pa je Špansko vojno letalstvo dobilo letala v uporabo. Po velikem uspehu letala v oboroženih silah, je CASA razvila še civilno verzijo, ki pa je prvič vzletela leta 1975.

## Izvedbe

#### Series 100
C-212A – na menjen za vojaško uporabo. Poznan tudi kot C-212-5, C-212-5 series 100M, in v Španskem vojnem letalstvu kot T-12B in D-3A (kot reševalno letalo) 129 zgrajenih 
C-212AV - VIP transportna različica, T-12C
C-212B - šest C-212As preurejenih in opremljenih s kamerami , TR-12A
C-212C – civilna verzija letala
C-212D - dva C-212As preurejena za navigacijske namene, TE-12B.

#### Series 200
Podaljšana verzija z močnejšimi motorji je bila izdelana leta 1979. CASA C-212-200 je posebej priljubljena pri padalcih zaradi kapacitete letala, hitrega vzpenjanja in pa velike rampe na koncu letala.
C-212 series 200M – je vojaška verzija, v Španiji znana tudi kot T-12D in Tp-89 za Švedsko vojno letalstvo. Iz te verzije se je razvilo letalo specializirano za odkrivanje podmornic in pa pomorsko patruljiranje.

#### Series 300
Standardna proizvodnja od letal 1987 dalje. 
C-212-M series 300 ali Series 300M – vojaška različica
C-212 series 300 airliner - 26 sedežno letalo za regionalne polete
C-212 series 300 utility - 23 sedežno civilno letalo.
C-212 series 300P – civilno letalo z Pratt & Whitney Canada PT6A-65 motorji

#### Series 400
Malenkost podaljšana verzija je prvič vzletela leta 1997. Kopenska vojska ZDA ima oznako za to letalo C-41.